# Juan de Jarava

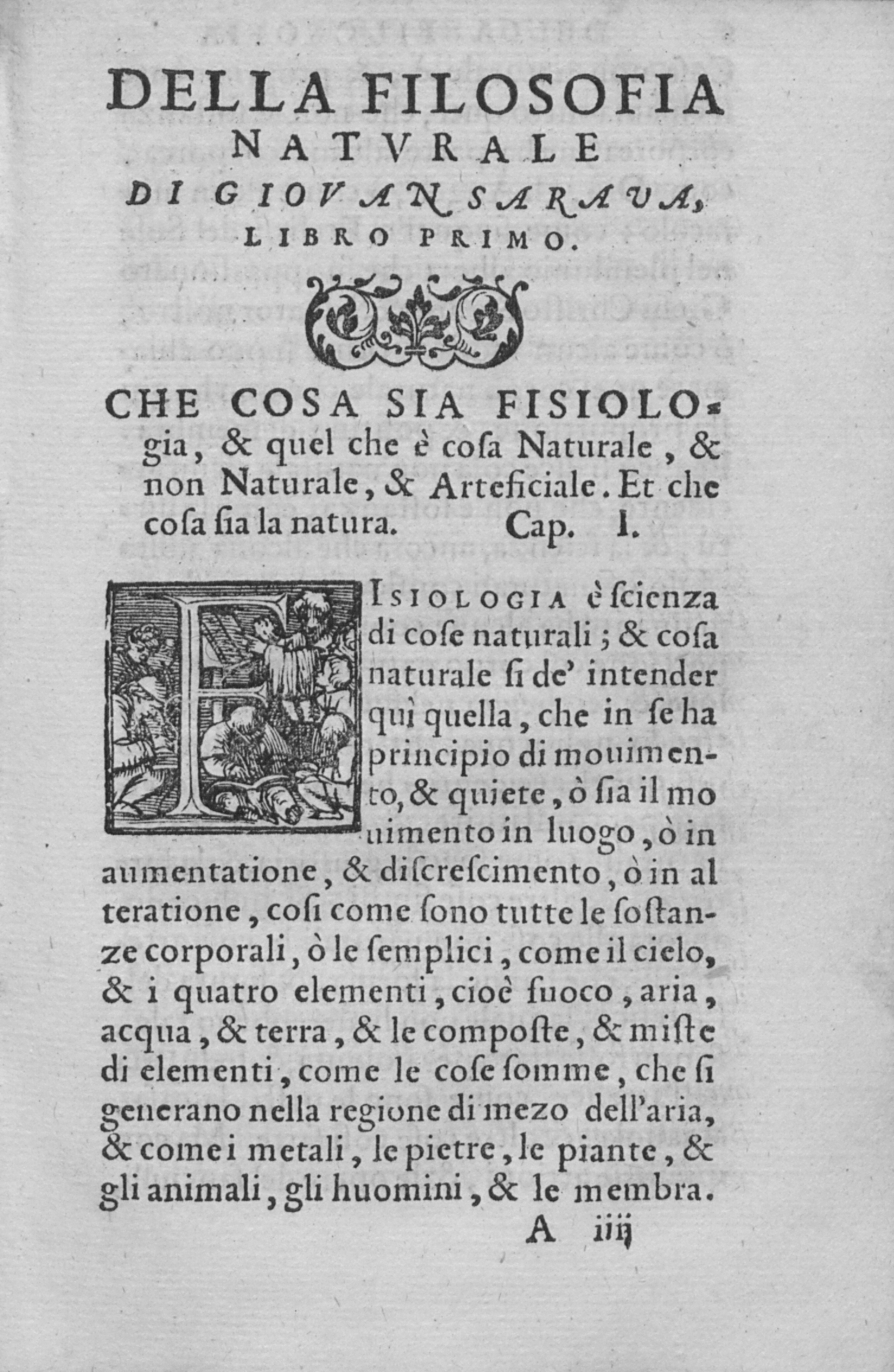
Philosophia natural, 1557

Juan de Jarava, italianizzato come Giovan o Giovanni Sarava (... – XVI secolo), è stato un medico e scrittore spagnolo.

## Biografia
È noto per i suoi contributi alla botanica e filosofia naturale. Fu pubblicato a Venezia, dove venne anche tradotto in italiano dallo spagnolo da Alfonso di Ulloa.

## Opere
- Philosophia natural, Venezia, Plinio Pietrasanta, 1557.
- I Quattro Libri della Filosofia, Venezia, 1565